# タカミムスヒ

古事記による「天地開闢」における神々

タカミムスヒは、日本神話に登場する神。別天津神・造化三神のうちの一柱である。
神名については、「タカミムスビ」とされることもあるが、『日本書紀』における万葉仮名の検討から、「タカミムスヒ」の読みが定説となっている。

## 概要
『古事記』では高御産巣日神（たかみむすひのかみ）、高木神、『日本書紀』では高皇産霊尊と書かれる。また葦原中津国平定・天孫降臨の際には高木神（たかぎのかみ）、高木大神（たかぎのおおかみ）という名で登場する。
別名の通り、本来は高木が神格化されたものを指したと考えられている。岡正雄は高い木の上に降臨する北方アジア系の天神であろうと説き、松前健は大嘗祭の悠紀・主基の斎田に建てられる仮宮八神殿から、田のかたわられに立てられる神木に降臨する生産と田の神であるとして北方系の天神説を否定している
他に、太陽系惑星の星々の中で最も軌道が高い土星と木星の内、木星の神を意味するとも考えられている。
「産霊（むすひ）」は生産・生成を意味する言葉で、神皇産霊神とともに「創造」を神格化した神である。
「産巣日（むすひ）」は太陽の創生を意味する言葉で、一種の太陽神として神格化された神でもある。
古くからの天皇守護のための神々である御巫八神の筆頭として知られる。古くは大王家（天皇家）の至高神であったという説もある（後述）。
タカミムスビ、カミムスビの男女の産霊（ムスビ）の神二神に７世紀後半以降、道教神学の三尊三清（天上の三つの御殿にいる三人の至上神が一体となって造化を掌るという）思想からアメノミナカヌシを加え三神とし、造化三神とされたという。

## 記述
『古事記』によれば、天地開闢の時、最初に天之御中主神（あめのみなかぬし）が現れ、その次に高天原に出現したとされるのが高御産巣日神（たかみむすひ）という神である。この次に神産巣日神（かみむすひ）が出現した。天之御中主神・高御産巣日神・神産巣日神は、共に造化の三神とされ、いずれも性別のない神、かつ人間界から姿を隠している「独神（ひとりがみ）」とされている。ただし神産巣日神を女神、高御産巣日神を男神とする説がある。
高御産巣日神は、『日本書紀』では天地初発条一書第四に「又曰く〜」という形式で登場しており、また神代下では高天原から葦原中国に神などを降ろす神として主に記述されている。天津国玉神（あまつくにたま）の子である天若日子（あめのわかひこ）が、天孫降臨に先立って降ったが復命せず、問責の使者の雉（きぎし）の鳴女（なきめ）が参るとこれを矢で射殺する。その矢は高天原まで届き、高御産巣日神が「もし高天原に叛く意志があるならこの矢に当たるであろう」と述べて投げ返すと、矢は天若日子を討ったという。
次に、即位前の神武天皇が熊野から大和に侵攻する場面で神武天皇を助けた高倉下の夢に高御産巣日神が登場する。
巻十五の「顕宗紀」では阿閉事代が任那に派遣され壱岐及び対馬に立ち寄った際に名前が登場し、月神と日神の祖であり天地を創造した功績があったとされている。また、『延喜式』「祝詞」・「出雲国神賀詞」では「神王高御魂命」とされている。

## 系譜
息子に思金神（おもいかね）、娘に万幡豊秋津師比売命（よろづばたとよあきつしひめのみこと）等がいる。また、『日本書紀』ではスクナビコナも子の一柱に数えられる(『古事記』ではカミムスビの子とされる)。
『古事記』では万幡豊秋津師比売命が天照大御神（あまてらすおおみかみ）の御子神の天忍穂耳命（あめのおしほみみのみこと）と結婚して生まれたのが天孫邇邇芸命（ににぎのみこと）である。このことから高御産巣日神は天孫邇邇芸命の外祖父に相当する。
のちの皇室は高御産巣日神の血を引いているとされる（前述）が、記紀神話、特に日本書紀での高皇産霊尊は天照大神より優位に立って天孫降臨を司令する。このため、高皇産霊尊が本来の皇祖神だとする説がある。
奴奈川神社には高御産巣日神は意支都久振為命を産み、その神が卑都久振為命を産み、同神が沼河比売を産んだとされる伝承がある。また葛城国造・宇佐国造・賀茂県主の遠祖である天活玉命の父であるとされる。

## 諸説
- 女神的要素を持つ神皇産霊神と対になり、男女の「むすび」を象徴する神とする説がある[2]。
- 天孫降臨の主宰神としての記述や神武天皇の大和入りの祭祀の主祭神として登場すること、大嘗祭の主祭神としての記録から古くは大王家の至高神であったと推定されている[16]。
- 大嘗祭の悠紀・主基の斎田のかたわらに素朴な黒木造りの茅葺きの仮宮八神殿があり、そこにもタカミムスビがまつられていた。この八神殿の中には素朴な竹の棚があり、その上に依り代としての神木が立てられていたといい、この神殿の古い形は田のかたわらに立てられた神籬としての神木であろうとし、タカミムスビはその神木に降臨する生産の神、田の神であったとし、遊牧系の天神説を否定する見解もある[7]。

## 祀る神社
造化三神のうち、高御産巣日神と神産巣日神は、その活動が皇室・朝廷に直接的に大いに関係していると考えられたため、神祇官八神として八神殿の第一と第二神殿で祀られた。宮中以外で祭る主な神社は以下の通り。
- 安達太良神社　（福島県本宮市）
- 高城神社　（埼玉県熊谷市）
- 高木神社　（東京都墨田区）
- 高木神社　（東京都葛飾区）
- 天神神社　（岐阜県瑞穂市）
- 羽束師坐高御産日神社　（京都府京都市伏見区）
- 天神社　（奈良県大和高田市）
- 高天彦神社　（奈良県御所市）
- 宇奈多理坐高御魂神社　（奈良県奈良市）
- サムハラ神社　（大阪府大阪市西区）
- 七夕神社　（福岡県小郡市）
- 高御祖神社　（長崎県壱岐市）